# Tanytingis
Tanytingis is een geslacht van wantsen uit de familie van de Tingidae (Netwantsen). Het geslacht werd voor het eerst wetenschappelijk beschreven door Drake in 1939.

## Soorten
Het genus bevat de volgende soorten:

- Tanytingis assamana Drake & Lutz, 1953
- Tanytingis latipennis Péricart, 1992
- Tanytingis magnus Guilbert, 2015
- Tanytingis takahashii Drake, 1939